# Lemme de Steinitz
Ne doit pas être confondu avec Théorèmes de Steinitz.
En mathématiques, le lemme de Steinitz (parfois connu, sous une forme légèrement différente, sous le nom de lemme d’échange) est un lemme d'algèbre linéaire, utilisé principalement pour prouver que deux bases quelconques d'un espace vectoriel de dimension finie ont même nombre d'éléments. Ce résultat porte le nom du mathématicien allemand Ernst Steinitz.

## Énoncé
Si v1, ..., vm sont des vecteurs linéairement indépendants d'un espace vectoriel V engendré par w1, ..., wn alors m ≤ n et, à permutation près des wk, l'ensemble {v1, ..., vm, wm + 1, ..., wn} engendre V.